# Chaney Kley
Chaney Kley Minnis (Manassas, 20 agosto 1972 – Los Angeles, 24 luglio 2007) è stato un attore statunitense noto per il suo ruolo ricorrente nella serie The Shield e per il ruolo da protagonista nel film horror Al calare delle tenebre.

## Biografia
Nacque il 20 agosto 1972 a Manassas, Virginia, e cresciuto a Denver, Colorado. frequentò la Thomas Jefferson High School di Denver e l'Università del Colorado a Boulder, dove ha conseguito un BFA in arti cinematografiche. Dopo la laurea, si trasferì a Chicago dove iniziò a lavorare come attore teatrale. Recitò nella produzione del 1998 dei Chicago Dramatists di The Angels of Lemnos, per la quale ha vinto un Joseph Jefferson Award come miglior attore.
Esordì in un episodio di Buffy l'ammazzavampiri nel 2001. Nello stesso anno, ha fatto il suo debutto cinematografico interpretando Brandon in La rivincita delle bionde. Nel 2003, interpretò Kyle Walsh nel film horror-thriller Al calare delle tenebre. Successivamente apparve nelle serie NCIS - Unità anticrimine, Cold Case - Delitti irrisolti, CSI - Scena del crimine e Las Vegas. Il suo ultimo ruolo fu nel film One Way To Valhalla, uscito due anni dopo la sua morte.

## Filmografia parziale
- Buffy l'ammazzavampiri (Buffy the Vampire Slayer) – serie TV, un episodio (2000)
- La rivincita delle bionde (Legally Blonde), regia di Robert Luketic (2001)
- Al calare delle tenebre (Darkness Falls), regia di Jonathan Liebesman (2003)
- NCIS - Unità anticrimine (NCIS) – serie TV, un episodio (2003)
- The Shield – serie TV, 16 episodi (2003-2008)
- Cold Case - Delitti irrisolti (Cold Case) – serie TV, un episodio (2005)
- CSI - Scena del crimine (CSI: Crime Scene Investigation) – serie TV, un episodio (2006)
- Las Vegas – serie TV, un episodio (2006)
- Jimmy and Judy, regia di Randall Rubin e Jon Schroder (2006)

## Doppiatori italiani
Nelle versioni in italiano delle opere in cui ha recitato, Chaney Kley è stato doppiato da:
- Massimiliano Manfredi in Al calare delle tenebre
- Francesco Pezzulli in NCIS - Unità anticrimine
- Fabrizio Picconi in The Shield (st. 4, ep. 5x09, 6x04-05, 6x10)
- Guido Di Naccio in The Shield (ep. 5x02)
- Federico Di Pofi in The Shield (ep. 6x01-02)
- Marco Bassetti in The Shield (ep. 7x01-02)
- Corrado Conforti in Cold Case - Delitti irrisolti
- Alessandro Rigotti in CSI - Scena del crimine
- Andrea Lavagnino in Jimmy and Judy